# Historický slovník Lichtenštejnského knížectví
Historický slovník Lichtenštejnského knížectví nebo Lichtenštejnský historický slovník (německy Historisches Lexikon des Fürstentums Liechtenstein, zkráceně HLFL) je německojazyčný historický a biografický slovník – encyklopedie, zachycující stav vědění o dějinách Lichtenštejnského knížectví.
Po delších edičních přípravách, které sahají do roku 1988, vyšel v lednu 2013 ve formě dvou tištěných svazků. V roce 2016 započal Lichtenštejnský institut s digitalizací slovníku a jeho zpřístupnění na internetu. Od listopadu 2018 je k dispozici online verze pod názvem Historisches Lexikon des Fürstentums Liechtenstein online (eHLFL) ve formě uzavřené MediaWiki.

## Historie vzniku
Podle vzoru Historického slovníku Švýcarska (Historisches Lexikon der Schweiz / HLS) z roku 1985, nechalo lichtenštejnské Historické sdružení (Historischer Verein für das Fürstentum Liechtenstein) od historika Arthura Brunharta vypracovat projektovou studii k vytvoření Lichtenštejnského slovníku. Sdružení na mimořádném shromáždění rozhodlo o vytvoření historického biografického slovníku Lichtenštejnsko na základě této studie z 8. června 1988 a současném převzetí rozvoje.
Jako první meta bylo vytvoření tištěné verze a v dalším kroku digitálního vydání a následného rozvoje slovníku. Projekt podpořili předseda vlády Hans Brunhart a jeho zástupce Herbert Wille a prohlásili ho za plán státního významu. V tomto smyslu Zemský sněm Lichtenštejnského knížectví 15. listopadu 1988 jednohlasně schválil projektovou studii a financování ze státních zdrojů. Historik Arthur Brunhart je od roku 1990 jediným redaktorem projektu, s občasnou podporou pomocných pracovních týmů. V průběhu let se ovšem ukázalo, že personální zdroje jsou příliš omezené, a proto Brunhart v roce 1999 vypracoval nový koncept s výrazným rozšíření lidských zdrojů.
Lichtenštejnský institut v Bendernu si v roce 2015 předsevzal digitalizaci HLFL a bezplatné zpřístupnění na internetu.

## Obsah
V historickém slovníku jsou uvedené tematické články, geografické příspěvky, biografické články o osobnostech lichtenštejnského domácího i zahraniční kulturního života, články o členech panovnického rodu a dynastické příspěvky o rodinách a rodech doložených v Lichtenštejnsku před rokem 1900 a také významné zahraniční rody. Z důvodu blízkých vztahů Lichtenštejnska se sousedními státy je ve slovníku také množství článků týkajících se významných událostí a osobností Rakouska, Německa a Švýcarska. U textů týkajících se lichtenštejnského práva jsou uvedeny odkazy na online komentář k Lichtenštejnské ústavě.
Příspěvky v internetové verzi jsou doplněny obrázky, fotografiemi, grafikami a tabulkami. V elektronické verzi eHLFL mají být články dodatečně opatřeny zvukovými a vizuálními záznamy.